# Конг (река)

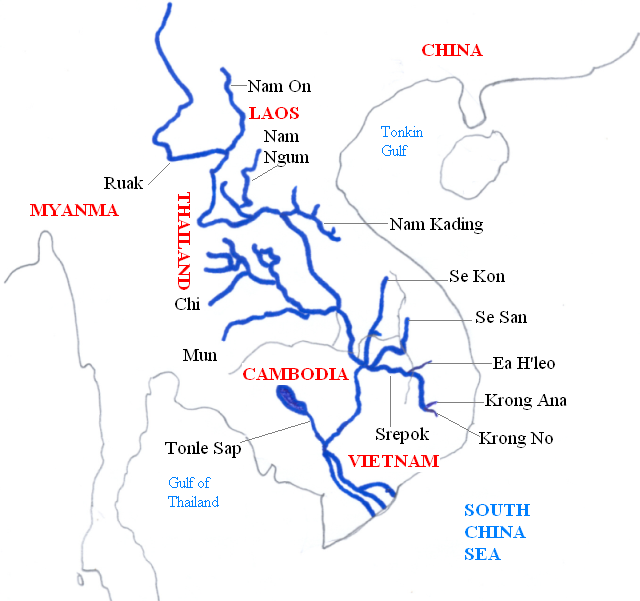
Конг на схеме водной системы Меконга

Конг (вьет. Sekong, лаос. ເຊກອງ) — река в Юго-Восточной Азии, протекает в Лаосе, Камбодже и Вьетнаме. Берёт начало на горном хребте Чыонгшон городе Хюэ в центральном Вьетнаме.
Питание преимущественно дождевое. Половодье летне-осеннее.
В верховьях течёт во Вьетнаме, в низовьях — по южной части Лаоса и Восточной Камбоджи, впадает в реку Сан (приток Меконга) вблизи города Стынгтраенг. Воды используются для орошения. По части течения реки проходит международная граница Лаоса и Камбоджи.